# Newshold
Newshold é uma empresa familiar luso-angolana que opera na area de media, detido por Álvaro Madaleno Sobrinho (antigo presidente do BESA) em partes iguais, com Carlos de Oliveira Madaleno, Generosa Alves dos Santos e Silva Madaleno, Sílvio Alves Madaleno e Emanuel Jorge Alves Madaleno da Pineview Overseas, sociedade com sede no Panamá, que detém a maioria do capital da Newshold . A Newshold é detida pela sociedade Pineview Overseas e presidida por Sílvio Alves Madaleno.
A Newshold era detentora do jornal Sol e do jornal i. Em dezembdro de 2015 vendeu esses dois jornais à Newsplex.  Teve uma quota de 15,08% na Cofina, dona do diário líder de vendas, o Correio da Manhã, que agora tem também o canal CMTV, assim como o Jornal de Negócios e a revista Sábado, entre outros títulos.. Tem uma participação de 2,4% no grupo Impresa. 
A composição accionista da empresa “offshore” é divulgada publicamente depois de Álvaro Sobrinho ter obtido uma autorização expressa dos restantes accionistas, todos na sua esfera familiar. A identidade da Newshold, voltou a ser questionada depois de a empresa ter manifestado o seu interesse na concessão ou compra do canal público de Rádio e Televisão de Portugal , que acabou por não se concretizar. 